# Gnathoribautia bonensis
Gnathoribautia bonensis är en mångfotingart som först beskrevs av Frederik Vilhelm August Meinert 1870.  Gnathoribautia bonensis ingår i släktet Gnathoribautia och familjen storjordkrypare. Inga underarter finns listade i Catalogue of Life.